# Wei Yan
Wei Yan (? -234) foi um general de Shu durante a era dos Três Reinos da China. Tornou-se um soldado de Liu Bei, quando este fugiu para a província de Jing para buscar proteção contra o caudilho oriental em 208.
Em 211, ele foi promovido e se tornou um general na invasão Liu Bei nas províncias de Yi, Sichuan e Chongqing. O seu talento e desempenho durante as batalhas ajudou a tornar-se um general do exército de Liu Bei em um curto período de tempo e mais tarde foi nomeado administrador de Hanzhong, e comandante nas áreas desta região no ano 219.
De acordo com os registros dos Três Reinos, Wei era um homem muito arrogante e repugnante. Alguns acreditavam que ele era uma pessoa agressiva, que era incompatível com as estratégias e métodos de Zhuge Liang, o Chanceler do Han Shu. Além disso, a personalidade forte de Wei causou sua morte e de sua familia na batalha de Yang pelas mãos de Ma Dai, irmão de Ma Chao, o homem que ele mesmo convenceu a se juntar a Shu.